# Jumeirah

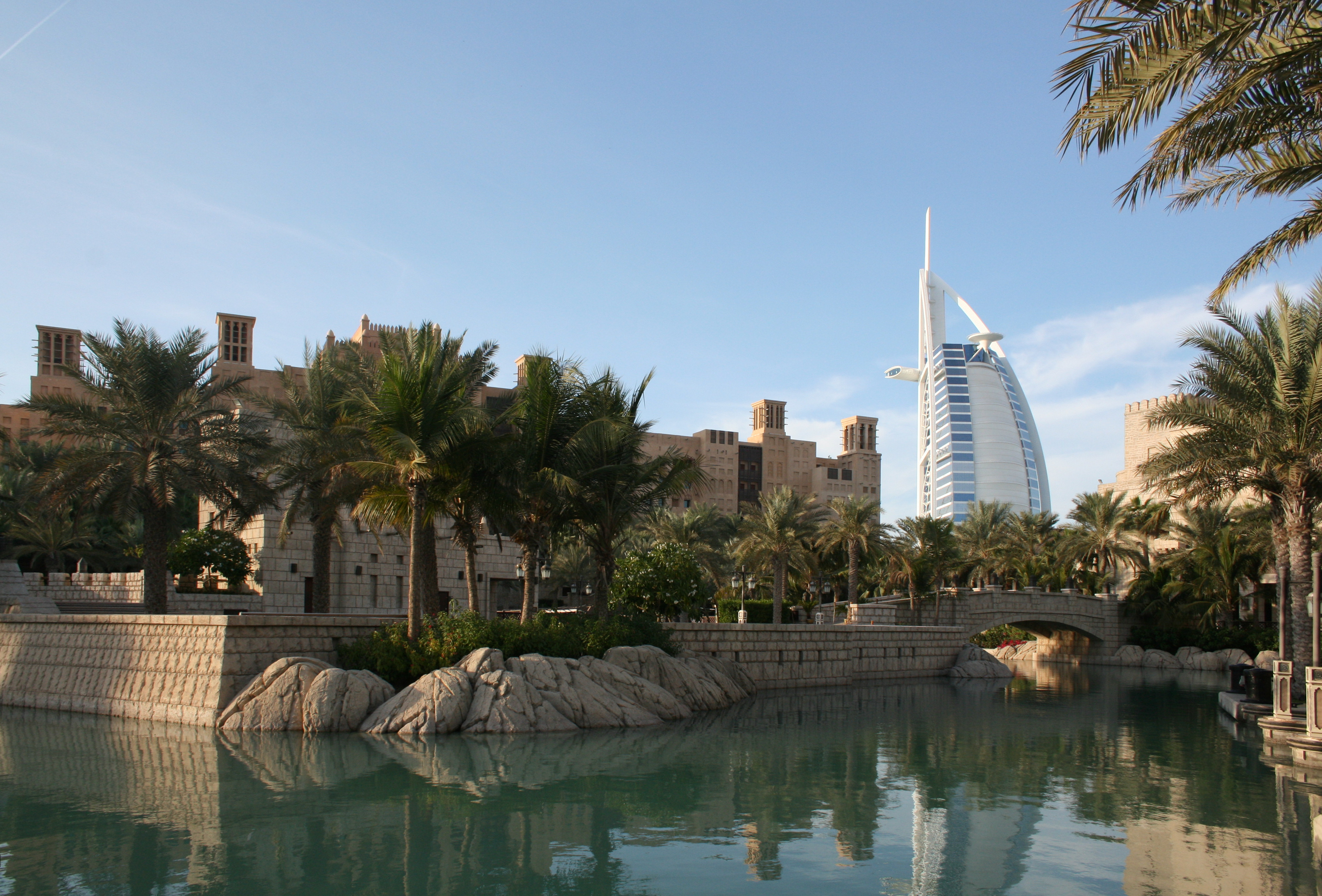
Vista de Jumeirah Village.

Jumeirah es un área residencial costera en Dubái (Emiratos Árabes Unidos) que abarca, principalmente, pequeños edificios de viviendas privadas y playas. Tiene tanto grandes y costosas propiedades individuales como casas de ciudad más modestas construidas en diferentes estilos arquitectónicos. El área es popular entre los trabajadores expatriados en el emirato y muy familiar para los turistas que visitan Dubái.
Su nombre procede de la palabra «Jumeirah», que en árabe significa «precioso».

## Historia
Históricamente, los árabes que vivían en el área de Jumeirah eran pescadores, pescadores de perlas y comerciantes. Desde los años 60 en adelante Jumeirah se convirtió en el principal lugar de residencia para expatriados occidentales. Desde los años 90, con la expansión de Dubái, el barrio ha visto un abrumador crecimiento en casas y edificios.

## Economía
En Jumeirah se encuentran varios centros comerciales.
En Jumeirah está el edificio del hotel Burj Al Arab. Recientemente. ha sido abierto un complejo hotelero llamado Madinat Jumeirah, o «Jumeirah City».
Jumeirah cuenta también con la mezquita de Jumeirah, abierta a visitantes no musulmanes.